# Aurelio Bianchi-Giovini

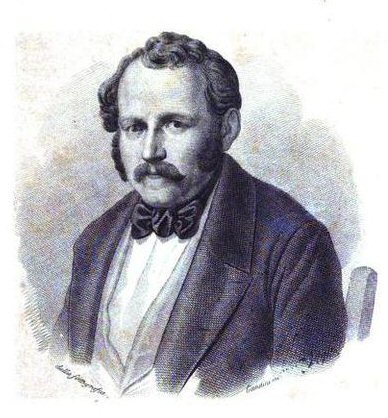
Aurelio Bianchi-Giovini

Aurelio Bianchi-Giovini  (* 25. November 1799 in Como; † 16. Mai 1862 Mailand) war ein italienischer Historiker und Journalist.

## Leben
Bianchi-Giovini kam, um Kaufmann zu werden, in ein Handelshaus nach Mailand, dann zum Lernen der deutschen Sprache nach Wien, wurde aber hier der österreichischen Polizei verdächtig und nach kurzer Zeit von derselben genötigt, nach Mailand zurückzukehren. Um sich den steten Verfolgungen der Polizei zu entziehen, begab er sich 1830 nach der Schweiz, wo er zu Capolago Kanton Tessin an den Arbeiten für die  Tipografia elvetica teilnahm, die Zeitschrift L’Ancora herausgab und Darus Histoire de Venise übersetzte. 
1835 begründete er das Journal Il Repubblicano della Svizzera italiana und begann dann 1837 seine Storia dei papi, ein mutvolles, groß angelegtes, jedoch unvollendet gebliebenes Werk, das von großer Gelehrsamkeit zeugt trotz gelegentlicher minder begründeter Behauptungen. Eine wertvolle Vorstudie dazu bildet die historische Monographie Vita di fra Paolo Sarpi (Lugano 1836), die mehrere Auflagen erlebte. Nach einem kurzen Aufenthalt in Zürich machte Bianchi-Giovini 1842 von der 1838 in Österreich erlassenen Amnestie Gebrauch und kehrte nach Mailand zurück, wo er, mit historischen Arbeiten beschäftigt, fortan blieb. 
Von jenen sind zu erwähnen: eine Geschichte der Hebräer, ein Versuch über die Päpstin Johanna, kritische Studien über Cantus Universalgeschichte, der vielversprechende Anfang einer Geschichte der Langobarden, ein topographisches Lexikon der Lombardei und anderes mehr. 1848 begab er sich nach Piemont und übernahm hier die Redaktion der Opinione, die er bis zum Juni 1852 führte, den Krieg gegen Österreich und den Papst in energischster Weise predigend. Dann gründete er 1853 die Zeitung L’Unione, mit der er 1860 nach Mailand, 1862 nach Neapel übersiedelte.